# Xã Geneva, Quận Fillmore, Nebraska
Xã Geneva (tiếng Anh: Geneva Township) là một xã thuộc quận Fillmore, tiểu bang Nebraska, Hoa Kỳ. Năm 2010, dân số của xã này là 1.327 người.